# Prince Napoléon (poire)

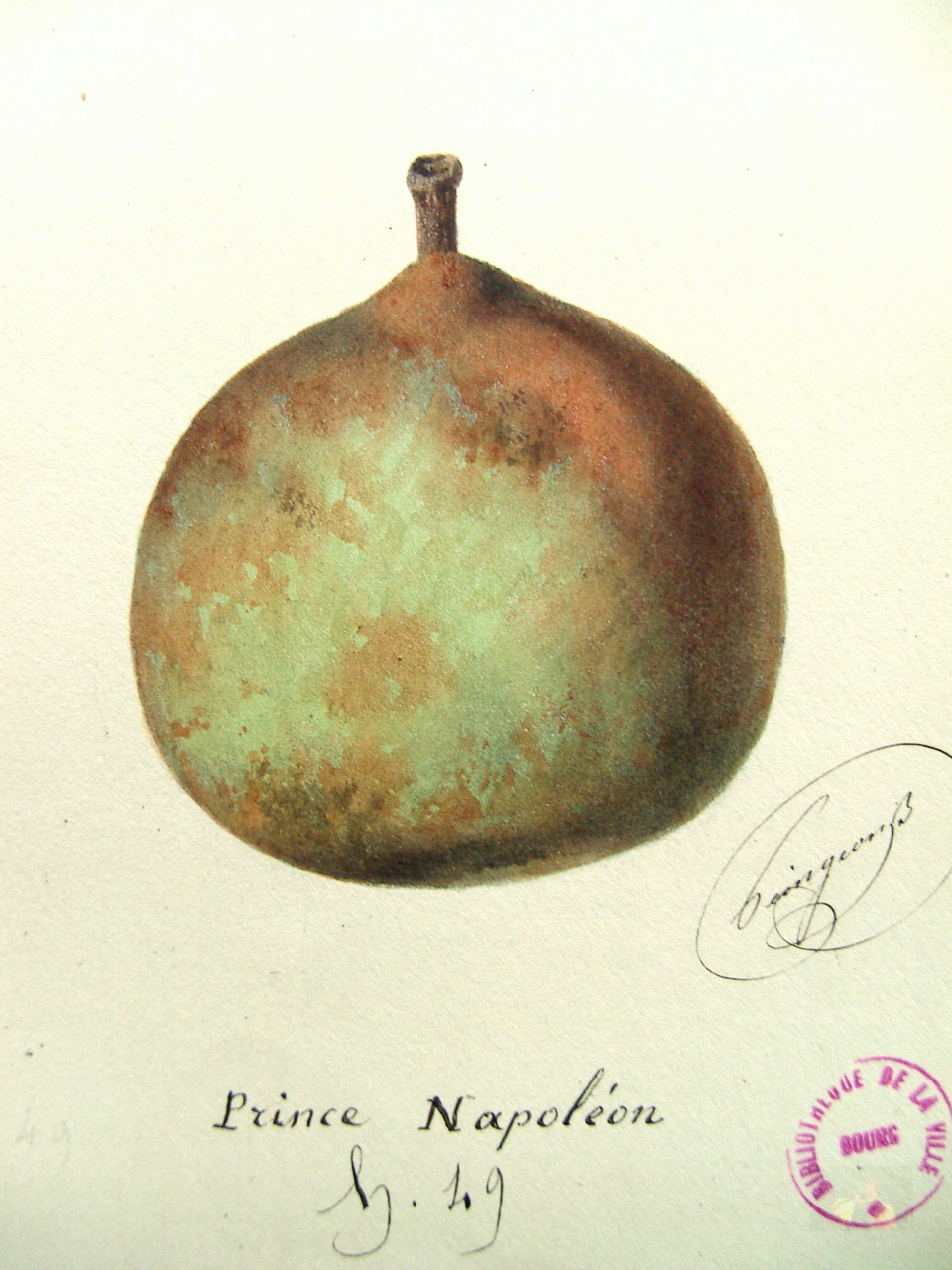
Prince Napoléon.

Pour les articles homonymes, voir Curé.
La 'Prince Napoléon' est une variété de poire. Elle doit son nom au prince Napoléon.

## Synonymes
- Napoléon.

## Origine
La variété est obtenue en 1864 par Louis Boisbunel, à Rouen, à la suite d'un semis de 'Passe-Crassane'.

## Arbre
Comme porte-greffe, le cognassier convient beaucoup à ce poirier.

## Fruit
La chair est sucrée et très agréablement parfumée.

## Appréciation générale
De taille moyenne et quelquefois plus volumineuse, le fruit est de forme globuleuse et souvent mamelonnée au sommet.
L'œil est petit, mi-clos, faiblement enfoncé.

## Maturité
De février à la fin mars.

#### Ouvrages
- André Leroy, Dictionnaire de Pomologie, Poires, tomes  I et II, Angers, Imprimeries Lachaire.
- Hans Kessler, Pomologie illustrée Pommes et poires, Berne, Imprimeries de la Fédération S.A, 1949.
- Georges Delbard, Les Beaux Fruits de France d’hier, Paris, Delbard, 1993  (ISBN 2-950-80110-2).

#### Revues et publications
- Revue Fruits oubliés, no 54.